# 小林美佳
小林 美佳（こばやし みか）は、ローカルアイドルのサンフラワーの元メンバー。広島県福山市出身。広島県立福山明王台高等学校出身。

## 人物・概要
- 2007年3月よりサンフラワーに参加。呼称は「mika」
- 安田女子短期大学卒。元サンフラワーのメンバー内田好美とは、出身高校が同じである。